# Kanton Nevers-Est
Kanton Nevers-Est (francouzsky Canton de Nevers-Est) je francouzský kanton v departementu Nièvre v regionu Burgundsko. Tvoří ho dvě obce.

## Obce kantonu
- Nevers (východní část)
- Saint-Éloi